# Salix myrtilloides
Espèce
Classification APG III (2009)
Salix myrtilloides, le saule fausse myrtille ((en) : swamp willow) est une espèce de plantes à fleurs de la famille des Salicaceae. C'est un saule rencontré des régions humides des zones tempérées aux régions antarctiques du nord-est de l'Europe et du nord de l'Asie. Son habitat va du centre de la Norvège et la Pologne jusqu'aux côtes du Pacifique, avec des populations isolées atteignant le sud des Alpes, les Carpates et les montagnes du Sikhote-Alin,.

## Description
C'est un arbuste à feuilles caduques dont la taille atteint 15 à 60 cm. Les feuilles sont ovales et pointues, de 15 à 20 mm  de long, avec une bordure entièrement ou partiellement dentée, vert sombre au-dessus, d'un pâle glauque ou violacé au-dessous. Les chatons, de 1 à 2 cm de long, apparaissent au printemps, en même temps que les feuilles.
Les feuilles ressemblent à celles des myrtilles des marais (Vaccinium uliginosum) ce qui fait désigner l'espèce en Finnois et en Suédois par l'équivalent de « bog bilberry willow ».
Une espèce très proche, Salix pedicellaris ((en) bog willow), se rencontre en Amérique du Nord ; elle est classée variété botanique de l'espèce décrite ci-dessus :  S. myrtilloides var. pedicellaris, par certains botanistes.

## Statut de protection
En Suisse, l'espèce figure sur la liste rouge des plantes